# Arte France Cinéma
 (avril 2011).
Si vous disposez d'ouvrages ou d'articles de référence ou si vous connaissez des sites web de qualité traitant du thème abordé ici, merci de compléter l'article en donnant les références utiles à sa vérifiabilité et en les liant à la section « Notes et références ».
Arte France Cinéma est une filiale de la chaine européenne Arte.
En 1990, Pierre Chevalier profite de l'année de transition que représente celle de la Fête du Cinéma, et de la transformation de la Sept en La Sept-Arte, pour fonder La Sept Cinéma, filiale chargée de produire des programmes de qualité pour la chaine ainsi que des films indépendants (Salaam Bombay ! de Mira Nair). En 2000, La Sept-Arte devient Arte France, conjointement La Sept Cinéma devient Arte France Cinéma.

## Objectifs
Depuis sa création, Arte France Cinéma a comme objectif d’assurer des programmes de qualité. La société se donne comme mission d’aider au renouvellement des talents (elle soutiendra, entre autres, Pascale Ferran), d’entretenir la vitalité et la créativité du cinéma européen et mondial, sans idée de concurrence avec d’autres sociétés de production. Arte France Cinéma cherche à représenter la liberté du cinéma indépendant, films d’auteurs éclectiques et débridés, sans formatage.
Avec une telle politique, Arte France Cinéma est le premier guichet des auteurs indépendants.
La réglementation du CSA impose aux organisations audiovisuelles et cinématographiques françaises d’investir 3,2 % de leur chiffre d’affaires dans la coproduction de nouvelles œuvres. De par son statut, Arte France Cinéma n’y est pas contrainte, mais la chaine s’efforce de respecter ce quota. Elle le dépasse même, son taux d’investissement se situant approximativement à 3,6 %.
De fait, environ vingt longs métrages (fictions et documentaires) sont financés chaque année. Cela représente pour la chaîne un budget d’un peu plus de 7 millions d’euros. Un comité se réunit quatre fois par an, pour sélectionner les métrages.

## Fonctionnement
La société reçoit chaque année entre 300 et 400 scénarios, examinés par les responsables de la filiale. Puis un comité, constitué d’une dizaine de membres d’Arte, sélectionne les projets les plus pertinents, selon des critères de qualité, d’originalité, ainsi que sur les possibilités de production et les travaux antérieurs de l’artiste.
De cette manière, la société coproduit approximativement 1/3 de premiers films, 1/3 de films français, 1/3 de coproductions internationales.
Les longs métrages sélectionnés obtiennent un financement à hauteur de 300 000 euros. Certains films peuvent voir leur budget doublé, en collaboration avec l’Allemagne, s’ils s’inscrivent dans une dimension européenne.

## Projets
Depuis sa création, Arte France Cinéma s'est engagée sur près de 500 films, a collaboré avec 270 réalisateurs différents, de plus de 50 nationalités différentes.
Parmi les films qu'elle a coproduit figurent notamment Vénus beauté (institut) de Tonie Marshall, l'Humanité de Bruno Dumont, Intimité de Patrice Chéreau, La Pianiste de Michael Haneke, Dogville de Lars von Trier, 2046 de Wong Kar Wai ou encore Lady Chatterley de Pascale Ferran.
Arte France Cinéma a toujours regroupé des auteurs éclectiques, tels Jacques Rivette, Agnès Varda, ou plus récemment Mathieu Amalric.
La chaîne n’hésite pas à prendre des risques, comme dernièrement avec Mammuth de Gustave Kervern et Benoît Delépine, qui fut un succès inattendu.
Les films à sortir prochainement[Quand ?], entre autres :
- 2017 : Madame Hyde de Serge Bozon en coproduction avec Les Films Pelléas
- Tournée[3] de Mathieu Amalric, en coproduction avec Les Films du Poisson[4].
- L’Arbre[5] de Julie Bertuccelli, en coproduction avec Les Films du Poisson.

Les coproductions en cours, entre autres :
- En attendant Azraël de Marjane Satrapi et Vincent Paronnaud, avec Celluloid Dreams Production[6].
- Hypnose[7] de Benoît Jacquot, avec Passionfilms.
- Polisse de Maïwenn, avec Les Productions du Trésor[8].
- 2018 : Maya, de Mia Hansen-Løve avec Les Films Pelléas

Les premiers longs métrages :
- Americano de Mathieu Demy, avec Les Films de l’Autre[9].
- 17 filles de Delphine et Muriel Coulin en coproduction avec Archipel 35[10].
- Rock the Casbah de Yariv Horowitz[11] en coproduction avec Les Productions Lazennec[12].

Les documentaires :
- Fix ME[13] de Raed Andoni[14] en coproduction avec Les Films de Zayna et Rouge International[15].
- Women Are Heroes [16] de JR en coproduction avec 27.11 Productions.
- No Comment ! de Pierre-Henry Salfati[17] en coproduction avec Zeta Productions[18].

- 2020 : La Nuée de Just Philippot

## Organigramme
- Présidente : Véronique Cayla / Directeur Général : Olivier Père
- Directeur Général Délégué : Rémi Burah / Adjointe : Mathilde Hersant
- Chargée d'administration : Linda Rekouane
- Assistantes : Caroline Jung, Claire Launay
- Presse et relations publiques : Agnès Buiche Moreno, Cécile Braun